# 陳全国
陳 全国（ちん ぜんこく、1955年7月12日 - ）は、中華人民共和国の共産党の幹部、高級官僚。河南省信陽専区平輿県出身。現職は中国共産党中央政治局委員・中央農村工作領導小組副組長。元中国共産党新疆ウイグル自治区委員会書記、新疆生産建設兵団第一政委（2016年8月29日 - 2021年12月25日）。

## 概要
（新冷戦における）西側諸国の報道では陳政府は独裁政権と見なされており、テュルク系民族を対象とした極端な中国化政策により様々な物議をかもした。ウイグル問題及びウイグル再教育収容所における人権侵害に関わった主犯の一人とされ、アメリカ合衆国は陳個人やウイグル自治区政府関係者に対して経済制裁を個人レベルで制裁を科している。一方で、ウイグルの経済発展を監督し、雇用保護、住宅プロジェクト、インフラ整備、生態系保護などの政策を継続的に導入してウイグル経済の成長における持続的な成長を促した。
2021年のクリスマス付で移動となり、2022年6月には中国共産党の農村政策部門のナンバー2に就いていることが中国メディアの報道で分かった。「やりすぎた」と見なした習近平指導部による事実上の左遷と見られる。

## 経歴
1955年7月12日、河南省信陽専区平輿県（1965年6月16日より新たに発足した駐馬店専区に編入）で生まれる。政治の風向きが1972年の周恩来（鄧小平を呼び戻す）主導による調整から再び1966年の文革寄りに変わった1974年春、18歳で中国人民解放軍に入隊した。1977年に転業し駐馬店地区の自動車部品工場で勤務した。
陳全国は、1977年に大学入試制度が回復し1978年に慣例の夏受験に戻った後、鄭州大学の経済学科に合格したことが信憑性の低い中国語サイトの記述に散見する一方、1981年に三年の学習期間が終わった最後の工農兵学員（1976年度、文化大革命末期の混乱に乗せて最後の無試験での推薦で1977年春になってキャンパスに「入校」、1980年末にトレーニングが終了した。「1981年卒」の専門学校の学生と同じ待遇と、ずっとのちの江沢民時代になって「決め」られた「試験なしに大学キャンパスで授業を聞いた人」のグループ）の一人である可能性も無きにしもあらずと断言できる。また、1977年12月の試験に合格し1978年2月に入校した専門学校の学生である可能性もある（新華網が掲げる彼の履歴書は1977年合格と1978年合格が前後して大学を正式に卒業した1982年ではなく「1981年に河南省平輿県辛店公社に配属」と明記す）。コース修了後、平輿県辛店公社に配属された。
以後は順調に、中国共産党駐馬店地区委員会弁公室秘書（1983年9月-1985年4月）、同副秘書長、政策研究室主任（1985年4月-1988年9月）、中国共産党遂平県委員会書記（1988年9月-1992年9月）、中国共産党駐馬店地区委員会委員（1992年9月-1994年2月）、中国共産党平頂山市委員会常務委員、組織部部長（1994年2月-1996年3月）、中国共産党漯河市委員会副書記、市長（1996年3月-1998年1月）を鄧小平・江沢民時代に歴任した。駐馬店地区委員会委員の在職中に、同地区、中でも上蔡県では県政府主導による組織的な売血経済に発端する大規模なエイズ感染が1990年代ではすでに1万人を超え、農村で悲惨を極める広まりを見せた。彼の平頂山市転任後も上蔡県芦岡郷にある文楼村では感染者数が村民の五分の一を占めるようにまでなりエイズ禍は2010年代に至るまでも解決を見ていなかった。なお彼の駐馬店地区委員会入りと時を同じくして河南省の党委書記になったのは江沢民より信任された旧満州大連生まれの李長春であった。
1998年1月、河南省人民政府副省長に抜擢され、同年広東省に転出した李長春の後任として河南省省長にあたらしく補任された李克強の補佐となり、その下で二年間を経て、2000年11月、中国共産党河南省委員会常務委員、組織部部長に就任。2003年4月、中国共産党河南省委員会副書記に就任。2005年11月、中国共産党河南省委員会副書記、省委党校校長（学長）、河南行政学院院長。
2009年11月、河北省に赴き中国共産党河北省委員会副書記の職に就き、2010年1月、河北省第11期人民代表大会の第3回会議で、河北省人民政府省長に就任した。
2011年8月25日、中国共産党中央委員会は陳全国を中国共産党チベット自治区委員会書記に任命すると発表した。2012年5月8日、陳全国は中国共産党チベット軍区委員会第一書記に選ばれた。以上の就職歴は習近平が第5代中央委員会総書記・第6代中央軍事委員会主席に就任する（2012年11月15日）以前である。
2016年8月29日、新疆ウイグル自治区に派遣され、中国共産党新疆ウイグル自治区委員会書記、中国共産党新疆生産建設兵団委員会第一書記兼第一政委に就任した。2017年10月25日、中国共産党第19回第1回全体会議で、62歳の陳全国は中国共産党中央政治局委員に選出される。2018年2月24日、第13回全国人民代表大会代表（議員）に選出される。2020年7月9日、新疆ウイグル再教育収容所の施行に関与する人物として、アメリカ財務省による「米国内資産凍結、米国人との取引禁止」の制裁対象に指定された。
2021年12月25日、中共中央は陳全国を新疆ウイグル自治区党委員会書記・新疆生産建設兵団委員会第一書記兼第一政委から解任して別の職務に異動させると発表し、後任には広東省党委副書記・広東省長の馬興瑞が任命された。